# Daniel Mallory
Daniel Mallory (pseud. A.J. Finn; ur. 1979 r. w Nowym Jorku) – amerykański pisarz i wydawca z dziesięcioletnim stażem zawodowym. Pracował w wydawnictwach w Nowym Jorku i w Londynie.

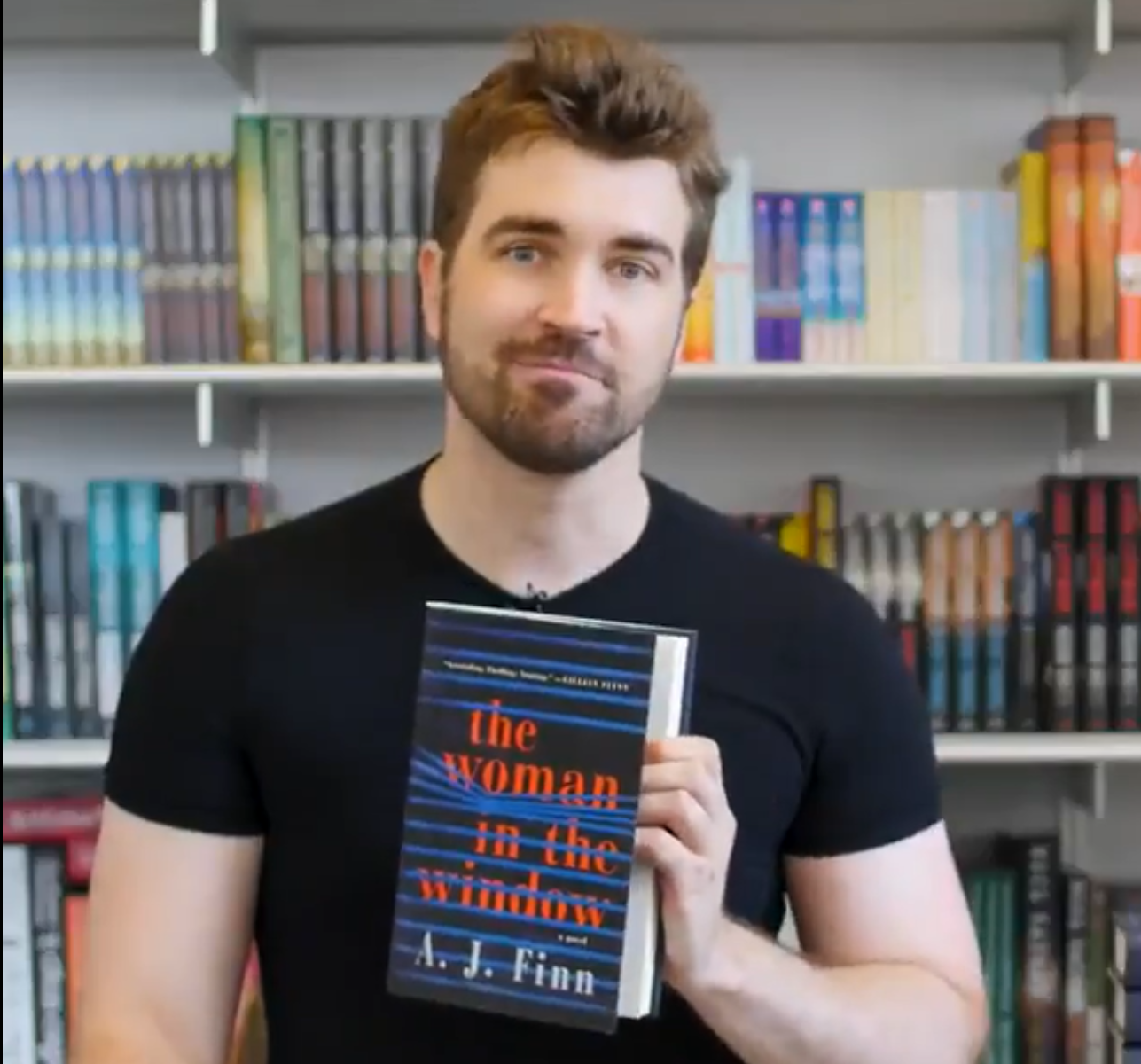
AJ Finn -- 2019

Jako pisarz zadebiutował w 2018 roku powieścią Kobieta w oknie, która błyskawicznie stała się bestsellerem. To pierwszy od 2006 roku debiut, który znalazł się na liście bestsellerów "New York Timesa".
Autor tłumaczy, że zdecydował się na pseudonim z trzech powodów. Po pierwsze, kiedy publikował Kobietę w oknie, sam był znanym w branży wydawcą. Nie chciał, by jego tożsamość była brana pod uwagę podczas czytania manuskryptu. A.J. Finn wydawał kryminały i thrillery. Nie chciał, by autorzy, dla których był redaktorem, zobaczyli na księgarnianych półkach jego książkę obok swojej. Poza tym, jak twierdzi, dba o swoją prywatność i pseudonim pozwala mu oddzielić życie osobiste od zawodowego.

## Twórczość
- Kobieta w oknie (The Woman in the Window, wyd. pol. W.A.B. 2018, przeł. Jacek Żuławnik)
- Koniec opowieści (End of Story, wyd. pol. W.A.B. 2024, przeł. Jacek Żuławnik)[3]

Prawa do ekranizacji Kobiety w oknie zostały sprzedane.